# Corvus orru
Gralha-de-torres ou gralha-da-torrésia (Corvus orru) é uma ave da família Corvidae (corvos).

## Características
- Comprimento: 48 a 53 cm
- Envergadura:
- Peso: 550 g
- Longevidade:

## Distribuição
A sua distribuição está limitada à zona tropical do norte da Austrália e algumas ilhas, entre elas, Papua-Nova Guiné e Molucas.

### Habitat
Pode ser encontrado nos limites das florestas tropicais, em florestas pouco densas,  em bosques com arbustos baixos, em praias e ao longo dos cursos de água. Pode ainda ser encontrado em zonas agrícolas, lixeiras e em cidades.

## Reprodução
Estas aves vivem em acasalamento permanente, ocupando um território que defendem da invasão dos outros membros da espécie. A sua época de reprodução vai de Agosto a Outubro nas zonas a sul e de Novembro a Fevereiro nas zonas a norte. O ninho, normalmente situa-se em árvores bastante altas, com mais de 10 metros de altura e é construído pelos dois membros do casal. Trata-se de um ninho bastante grande em forma de cesto, construído cuidadosamente com ramos, ervas. A postura é de 3 a 5 ovos sendo a incubação assegurada exclusivamente pela fêmea durante os 20 dias que dura o período de choco. Os filhotes são alimentados por ambos os pais e abandonam o ninho com aproximadamente 42 dias de idade.

## Alimentação
Alimenta-se de cadáveres de outros animais, insectos, pequenos répteis, vermes e outros invertebrados, frutas, cereais e resto de comida humana, em zonas urbanas. Pode ainda atacar ninhos para comer os ovos ou as crias. Os cereais são proporcionalmente mais importantes na dieta desta ave, quando comparada com as outras espécies de corvos australianas. É frequentemente avistada nas proximidades das estradas, onde procura cadáveres de animais vitimas de acidentes rodoviários.

## Subespécies
- C. orru orru
- C. orru insularis
- C. orru ceciliae
- C. orru latirostris